# NGC 1726
NGC 1726 è una galassia lenticolare situata nella costellazione dell'Eridano, a una distanza di circa 188 milioni di anni luce dalla nostra Via Lattea.

## Scoperta
La galassia è stata scoperta l'8 gennaio 1831 dall'astronomo britannico John Herschel.